# Синмартіну-Магіар
Синмартіну-Магіар (рум. Sânmartinu Maghiar) — село у повіті Тіміш в Румунії. Входить до складу комуни Уйвар.
Село розташоване на відстані 428 км на захід від Бухареста, 28 км на південний захід від Тімішоари.

## Населення
За даними перепису населення 2002 року у селі проживали 264 особи.
Національний склад населення села:
| Національність | Кількість осіб | Відсоток |
| -------------- | -------------- | -------- |
| угорці         | 171            | 64,8%    |
| румуни         | 90             | 34,1%    |

Рідною мовою назвали:
| Мова      | Кількість осіб | Відсоток |
| --------- | -------------- | -------- |
| угорська  | 172            | 65,2%    |
| румунська | 90             | 34,1%    |